# Abbé Moigno
François Napoléon Marie Moigno, plus connu sous le nom d'Abbé Moigno (né à Guémené-sur-Scorff dans le Morbihan le 15 avril 1804 et mort à Saint-Denis, le 14 juillet 1884), est un prêtre mathématicien français, vulgarisateur majeur du XIXe siècle, adepte du concordisme.

## Biographie
Après avoir suivi les cours des Jésuites à Auray, il devient novice le 2 septembre 1822. Il étudie à Montrouge, où pendant son temps libre il s'adonne avec succès aux mathématiques et à la physique. Lorsque la révolution de juillet 1830 éclate, il s'enfuit à Brigue, en Suisse. Il y poursuit ses études, se perfectionne en latin et grec, acquérant au passage la connaissance de plusieurs langues étrangères, dont l'hébreu et l'arabe.
La révolution terminée, les jésuites l'affectent à leur séminaire de Vals-près-le-Puy en octobre 1833 où il enseigne la théologie dogmatique.
Revenu à Paris et nommé professeur de mathématiques à l’École normale ecclésiastique de la rue des Postes (ancêtre du collège Sainte-Geneviève) de Paris en 1836, il s'y fait connaître comme excellent prêcheur et bon écrivain. Il échange alors une correspondance fournie avec quelques-uns des grands scientifiques de l'époque (Cauchy, Arago, Ampère). Exclu de  l'ordre en 1843, il entreprend un tour d'Europe, continuant à contribuer au journal L’Époque. Aumônier du lycée Louis-le-Grand de 1848 à 1851, il devient rédacteur scientifique des journaux La Presse (1848) et Le Pays (1851).
En 1852, un mécène, par ailleurs photographe, Benito R. de Monfort, finance le lancement de la première revue scientifique de vulgarisation, Cosmos, dont Moigno est le seul rédacteur. Un an plus tard, le mécène est remplacé par Marc Seguin, un industriel qui a inventé le pont suspendu et la chaudière à tubes de fumées. « Cosmos » acquiert une bonne renommée qui dépasse les limites de la France ; mais la collaboration se termine mal : en 1863, Moigno gagne le procès qu'il intente à son « protecteur ». Il lance alors immédiatement une revue concurrente Les Mondes, revue hebdomadaire des sciences. « Cosmos » n'ayant pas survécu à la guerre de 1870, les deux titres fusionnent sous la direction de l'abbé, et s'appellent désormais « Cosmos - Les Mondes », jusqu'en 1874, année où Moigno laissera la place à un autre ecclésiastique.
Assistant à toutes les séances de l'Académie des sciences, Moigno s'insurge violemment dans « Cosmos » contre toute interprétation qui s'opposerait au dogme catholique, car il est un fervent adepte du concordisme. Par exemple, au sujet de Darwin, il écrit « ce n'est pas de la science, mais un amas d'assertions et d'hypothèses absolument gratuites. »
Sur la fin de sa vie, il se consacre à des textes religieux, dont l'un est mis à l'Index pour avoir cité des textes impies.
En 1872, il lance à Paris, les Salles de Progrès, locaux destinés à la vulgarisation et à la démonstration. Elles vivront peu de mois, mais il restera le nom de Moigno comme inventeur de l'audiovisuel pédagogique, grâce à ses projections sur un tableau de 16 m2 accompagnées d'un manuel opératoire détaillé, L’art des projections.,
Le 28 juin 1877, la revue Les Mondes publie un article attribuant à Graham Bell, de manière fantaisiste, l'invention d'un télectroscope, appareil permettant de voir à distance par l'électricité.
Travailleur infatigable et écrivain prolifique, il fut surtout reconnu comme un grand vulgarisateur plutôt que comme un pionnier de la science, traduisant plusieurs ouvrages depuis l'anglais et l'italien. Son ami, le grand mathématicien Cauchy, lui a reconnu, alors qu'il était jeune jésuite, l'invention d'une méthode nouvelle de calcul du plan tangent à une surface. R. Taton, en revanche, a tourné en dérision son éloge de la mnémotechnique et la fierté qu'il tirait d'étonner Arago par ses traits d'éruditions.

## Publications
Rédacteur scientifique du quotidien La presse de mi-1848 à mi-1851.
Rédacteur en chef des revues de vulgarisation Cosmos (1852-1863), Les Mondes (1863-1871), Cosmos-les-Mondes (1871-1874).
- Leçons de calcul différentiel et de calcul intégral (1843)
- Traité de télégraphie électrique (1849)
- Répertoire d'optique moderne (1847-1850)
- L'Impossibilité du nombre infini et ses conséquences. Démonstration mathématique du dogme de la récente apparition des mondes (1863), dans lequel il démontre que le Déluge a eu lieu il y a 4205 ans, et que l'homme a été créé il y a 6000 ans[10].
- Leçons de mécanique analytique (1868)
- Saccharimétrie (1869)
- L'Art des projections (1872)
- Optique moléculaire (1873)
- Les splendeurs de la foi (1879)
- Les livres saints et la science (1884)

Admirateur et ami de John Tyndall, il traduit deux de ses ouvrages:
- Sur la radiation: lecture Rede à Cambridge, Paris, E. Giraud, 1865 [lire en ligne]
- La chaleur considérée comme un mode de mouvement, Paris, Gauthier-Villars, 1874 [lire en ligne]

## Remarques
- Un cratère lunaire d'environ 37 km de diamètre a été baptisé en son honneur.
- L’abbé Moigno pratiquait diverses techniques mnémotechniques et était capable de réciter par cœur les 127 premières décimales du nombre Pi.

## Note
1. ↑  Guy Vautrin, Histoire de la vulgarisation scientifique avant 1900., EDP Sciences et Histoire, 2018 (ISBN 9782759822478 et 2759822478, OCLC 1039095025, lire en ligne)
2. ↑  Joseph Burnichon, La Compagnie de Jésus en France : histoire d'un siècle, 1814-1914. Tome II., 1914-1922 (lire en ligne), p. 141
3. ↑  Ce quotidien de tendance conservatrice et légitimiste, fondé à l'instigation de Guizot, devait concurrencer La Presse. Il ne parut qu'entre octobre 1845 et février 1847 : cf. « Enseigne de « l’Époque » », sur Musée Carnavalet (consulté le 14 juillet 2016).
4. ↑  « Darwin », Les Mondes,‎ 1872, p. 501
5. ↑  « Télectroscope »
6. ↑  Jacques Perriault, mémoire de l'ombre et du son, 1981
7. ↑  André Lange, « Canular ou méprise ? L'attribution imaginaire de l'invention du télectroscope  à Graham Bell par l'Abbé Moigno et Louis Figuier (1877-1878) », sur Histoire de la télévision (consulté le 30 juin 2020)
8. ↑  Bruno Belhoste, Cauchy, Belin, 1999
9. ↑  René Taton, Le calcul mental, PUF, coll. « Que Sais-je, n°605 », 1953 (réimpr. 1971), « Psychologie et pédagogie ».
10. ↑  Georges Minois, L'Eglise et la science histoire d'un malentendu, t. 2 : De Galilée à Jean-Paul II, Paris, Fayard, coll. « Nouvelles études historiques » (no 1990), 1990, 526 p. (ISBN 978-2-213-02562-9), p. 240